# DeinBus.de
DeinBus.de ist ein früheres deutsches Fernbusunternehmen mit Sitz in Offenbach am Main.
Das Unternehmen bot von November 2011 bis längstens September 2019 Fernbuslinien in Deutschland, Frankreich und Tschechien an. Wenige Monate nach Inbetriebnahme der Bus-Mitfahrzentrale (im Jahr 2015 abgeschafft) verklagte die Deutsche Bahn das junge Unternehmen DeinBus.de auf Unterlassung. Die Klage der Deutschen Bahn wurde jedoch im April 2011 abgewiesen. Somit eröffnete die Firma DeinBus.de den Fernbusmarkt.
2019 meldete das Unternehmen Insolvenz an. 2023 wurde das Insolvenzverfahren mit einer Quote von ca. 75 % abgeschlossen.

## Gründung und Gerichtsverfahren
Das Unternehmen wurde im März 2009 durch die drei Studenten Alexander Kuhr, Christian Janisch und Ingo Mayr-Knoch der Zeppelin Universität Friedrichshafen als Yourbus GmbH gegründet. Die Finanzierung erfolgte in der Anfangszeit fast ausschließlich aus eigenen Mitteln über „family, friends & fools“, 2011 und 2012 wurden Genussrechte emittiert.
Ende 2009 fuhr der erste Bus, der durch die Mitfahrzentrale gebildet wurde. Kurz darauf mahnte die Deutsche Bahn das Unternehmen ab und klagte nach einiger Zeit auf Unterlassung. Die Bahn bemängelte, dass DeinBus.de unerlaubt genehmigungspflichtigen Linienverkehr anbiete. Das Konzept der Bus-Mitfahrzentrale sieht es jedoch vor, eine Gruppe zu finden, die zum gleichen Zeitpunkt die gleiche Strecke mit einem Bus zurücklegen möchte. Ein Mitfahrer meldet die Strecke auf der Website des Unternehmens an und wenn sich bis eine Woche vor der Fahrt mindestens 30 Mitfahrer finden, mietet das Unternehmen einen Bus an und die Fahrt findet statt. Das Unternehmen beruft sich darauf, dass dies Gelegenheitsverkehr sei, der keiner besonderen Genehmigungspflicht unterliege. Für das Geschäftsmodell der Bus-Mitfahrzentrale prämierte das Nachrichten-Portal Deutsche Startups DeinBus.de 2010 als drittbestes deutsches Start-Up-Unternehmen.
Unter anderem die Berichterstattung im Spiegel, dessen Artikel über das Unternehmen am Veröffentlichungstag der am meisten gelesene und geteilte war, brachte dem Unternehmen große Aufmerksamkeit und Unterstützung. Zur Finanzierung des Gerichtsprozesses initiierte das Unternehmen eine Spendenkampagne und formulierte eine Petition gegen das Fernlinienverkehrsmonopol der Deutschen Bahn. Die Petition wurde bis zur Urteilsverkündung über 7.500 Mal unterzeichnet. Weitere Unterstützung bekam das Unternehmen vom hessischen Staatssekretär Steffen Saebisch und anderen Politikern.
Das Landgericht Frankfurt vertagte die Entscheidung nach der ersten Verhandlung im November 2010. Bis dahin durfte DeinBus.de die Mitfahrzentrale weiterbetreiben. Am 20. April 2011 entschied das Landgericht schließlich, dass sich  DeinBus.de nicht wettbewerbswidrig verhalten habe, sondern einen durch das Landratsamt Friedrichshafen genehmigten Gelegenheitsverkehr ausführe. Das Landgericht sah sich nicht dafür zuständig, die Rechtmäßigkeit der Entscheidung des Landratsamtes zu überprüfen, und wies dementsprechend die Klage der Deutschen Bahn ab. Da die Bahn nicht in Berufung ging, wurde das Urteil im Mai 2011 rechtskräftig.

## Streckenentwicklung

### Fernbus
Nach der Abweisung der Klage baute das Unternehmen sein Angebot aus und konnte durch die größere Bekanntheit mehr Strecken anbieten. Die Fahrten von Düsseldorf über Köln nach Frankfurt und zurück waren die am meisten genutzten und wurden mehrmals wöchentlich bedient. Im November 2011 eröffnete DeinBus.de die nach eigenen Angaben erste genehmigte Fernbuslinienverkehrsstrecke in Süddeutschland noch vor der Liberalisierung des innerdeutschen Fernbusverkehrs im Januar 2013. Das Unternehmen plante, bis 2015 ein flächendeckendes Fernbusliniennetz in Deutschland anzubieten. 2012 eröffnete das Unternehmen nach alter Gesetzgebung drei weitere Linien – von Stuttgart nach Freiburg, von Freiburg nach Konstanz und von Stuttgart nach Frankfurt. Nach der Liberalisierung des Marktes startete das Unternehmen weitere Strecken und bot ein ausgebautes Netz im Süden und Westen Deutschlands an. Im Juni 2017 wurde der Fahrplan um die Verbindung Frankfurt am Main-Gießen-Erfurt-Leipzig-Berlin (zwei Fahrten pro Tag) ergänzt. Es wurden auch Pilsen, Prag sowie Maastricht bedient. Jedoch wurden die Linien nach Pilsen und Maastricht nach einer gewissen Zeit eingestellt, da sich die Fahrten für das Unternehmen nicht gelohnt haben.
Die Firma fuhr nunmehr vier Ziele im Ausland an: Arnheim, Amsterdam, Prag und Utrecht.

### Öffentlicher Personennahverkehr
Im Wetteraukreis ging das Vergabeverfahren „RMV ZOV C Friedberg“ an die DeinBus Verkehrs-GmbH. Die vergebene Leistung umfasst 690.000 Fahrplankilometer pro Jahr. Die Laufzeit des Vertrags beträgt zehn Jahre; Betriebsbeginn war am 10. Dezember 2017 zum Fahrplanwechsel.
Die Firma DeinBus Verkehrs-GmbH hatte das günstigste Angebot bei der Ausschreibung im Jahr 2016 abgegeben, wurde aber aufgrund fehlender Referenzen im Öffentlichen Personennahverkehr vom Vergabeverfahren ausgeschlossen. DeinBus hatte daraufhin Einspruch eingelegt. Die Vergabekammer erklärte den Ausschluss im Nachprüfungsverfahren für unzulässig. Die daraufhin eingereichte Beschwerde des Aufgabenträgers beim Oberlandesgericht Frankfurt wurde zurückgewiesen. Der Zuschlag ging danach an die DeinBus Verkehrs-GmbH.

## Insolvenzen
Im Jahr 2014 hatte das Unternehmen 25 Mitarbeiter und einen Marktanteil von zwei Prozent. Am 4. November 2014 stellte das Unternehmen einen Antrag auf Insolvenz beim Amtsgericht Offenbach. Der Betrieb wurde zunächst weitergeführt.
Am 23. Dezember 2014 gab das Unternehmen bekannt, einen Investor gefunden zu haben, dessen Engagement den Weiterbetrieb sichern solle. Ferner kündigte man an, mit neuen Streckenangeboten zu expandieren; alle 25 Arbeitsplätze konnten gesichert werden. Rechtlich erfolgte bei dieser Sanierung eine Übertragung des Betriebs auf eine neue Gesellschaft. Die alte DeinBus.de GmbH werde abgewickelt, erklärte der damalige Insolvenzverwalter. Die Start-up-Gründer und bisherigen Eigner Alexander Kuhr und Christian Janisch blieben als Manager im Unternehmen. Bei dem Investor handelte es sich um Tillmann Raith, der sich mit einer niedrigen siebenstelligen Summe an der Gesellschaft beteiligte.
Am 12. August 2019 meldete das Unternehmen erneut Insolvenz beim Amtsgericht Offenbach an und stellte unmittelbar die Bedienung sämtlicher erst zum 1. August übernommener Schulbuslinien im Rhein-Hunsrück-Kreis ein. Die hessischen Linien wurden vorerst weiter bedient.

## Sonstiges
Im Mai 2015 benannte das Unternehmen einen seiner Busse nach dem GDL-Chef Claus Weselsky, da der bereits seit Monaten andauernde Tarifkonflikt zwischen der GDL und der Deutschen Bahn während der wiederholten Streiks bei den Fernbusanbietern für eine deutlich verbesserte Auslastung gesorgt hatte.